# Мегс (округ, Огайо)
Округ Мегс (англ. Meigs County) располагается в штате Огайо, США. Официально образован в 1819 году. По состоянию на 2010 год, численность населения составляла 23 770 человек.

## География
По данным Бюро переписи США, общая площадь округа равняется 1 121,471 км2, из которых 1 113,960 км2 суша и 7,511 км2 или 0,670 % это водоёмы.

## Население
По данным переписи населения 2000 года в округе проживает 23 072 жителей в составе 9 234 домашних хозяйств и 6 574 семей. Плотность населения составляет 21,00 человек на км2. На территории округа насчитывается 10 782 жилых строений, при плотности застройки около 10,00-ти строений на км2. Расовый состав населения: белые — 97,73 %, афроамериканцы — 0,69 %, коренные американцы (индейцы) — 0,27 %, азиаты — 0,10 %, гавайцы — 0,00 %, представители других рас — 0,25 %, представители двух или более рас — 0,96 %. Испаноязычные составляли 0,60 % населения независимо от расы.
В составе 31,20 % из общего числа домашних хозяйств проживают дети в возрасте до 18 лет, 56,90 % домашних хозяйств представляют собой супружеские пары проживающие вместе, 10,00 % домашних хозяйств представляют собой одиноких женщин без супруга, 28,80 % домашних хозяйств не имеют отношения к семьям, 25,00 % домашних хозяйств состоят из одного человека, 11,70 % домашних хозяйств состоят из престарелых (65 лет и старше), проживающих в одиночестве. Средний размер домашнего хозяйства составляет 2,47 человека, и средний размер семьи 2,94 человека.
Возрастной состав округа: 23,90 % моложе 18 лет, 8,40 % от 18 до 24, 27,70 % от 25 до 44, 25,20 % от 45 до 64 и 25,20 % от 65 и старше. Средний возраст жителя округа 39 лет. На каждые 100 женщин приходится 94,70 мужчин. На каждые 100 женщин старше 18 лет приходится 92,80 мужчин.
Средний доход на домохозяйство в округе составлял 27 287 USD, на семью — 33 071 USD. Среднестатистический заработок мужчины был 30 821 USD против 19 621 USD для женщины. Доход на душу населения составлял 13 848 USD. Около 14,30 % семей и 19,80 % общего населения находились ниже черты бедности, в том числе — 26,30 % молодежи (тех, кому ещё не исполнилось 18 лет) и 14,50 % тех, кому было уже больше 65 лет.